# Naša četica koraka
Naša četica koraka je extended play album otroških pesmic Janeza Bitenca, ki je leta 1959 izšel pri založbi Jugoton. Pesmice je v Studiu 14 Radiotelevije Ljubljana pod taktirko dirigenta Janeza Kuharja in glasbeni spremljavi instrumentalnega ansambla RTV Ljubljana izvedel otroški pevski zbor RTV Ljubljana . Po besedah Dušice Hren, ene izmed otroških pevk, so album posneli med prvimi po ustanovitvi otroškega zbora.

## Sodelujoči

#### Produkcija
- Janez Bitenc – glasba, besedilo
- Janez Kuhar – dirigent

#### Izvedba
- Otroški pevski zbor RTV Ljubljana – vokalisti

#### Spremljava
- Instrumentalni septet Borut Lesjak - studijska glasbena spremljava

## Seznam skladb
Vse pesmi je napisal in uglasbil Janez Bitenc.
| A stran | A stran                  | A stran |
| Št.     | Naslov                   | Dolžina |
| ------- | ------------------------ | ------- |
| 1.      | „Naša četica‟            |         |
| 2.      | „Dobro jutro, dober dan‟ |         |
| 3.      | „Balonček in sonček‟     |         |
| 4.      | „Kolo zavrtimo‟          |         |
| 5.      | „Binček in kos‟          |         |

| B stran | B stran          | B stran |
| Št.     | Naslov           | Dolžina |
| ------- | ---------------- | ------- |
| 1.      | „Hi, konjiček‟   |         |
| 2.      | „Gosak in goske‟ |         |
| 3.      | „Vrtiljak‟       |         |
| 4.      | „Pajek‟          |         |
| 5.      | „Ura‟            |         |